# Maurice André (rugby à XIII)
Pour les articles homonymes, voir Maurice André et André.
Maurice André, né le 3 décembre 1921 à Narbonne et mort le 3 août 2016 à La Ciotat, est un joueur de rugby à XV et de rugby à XIII dans les années 1940 et 1950.
Il commence sa carrière au RC Narbonne puis rejoint en août 1948 le rugby à XIII et Marseille XIII avec lequel il remporte le Championnat de France en 1949 ainsi que la Coupe de France en 1949 et 1957. Ses qualités lui permettent de prendre part à la tournée de l'équipe de France de rugby à XIII en 1951 où il dispute de nombreuses rencontres mais sans prendre part aux test-matchs contre l'Australie et la Nouvelle-Zélande.

## Biographie
Il obtient en rugby à XV des sélections français en équipe de France B.

## Palmarès

### En tant que joueur
- Collectif :
  - Vainqueur du Championnat de France : 1949 (Marseille).
  - Vainqueur de la Coupe de France : 1949 et 1957 (Marseille).
  - Finaliste du Championnat de France : 1950, 1952, 1954 (Marseille).
  - Finaliste de la Coupe de France : 1955 (Marseille).

### Détails en club
| Saison    | Saison       | Championnat           | Championnat | Coupe           | Coupe      |
| Saison    | Saison       | Comp.                 | Class.      | Comp.           | Class.     |
| --------- | ------------ | --------------------- | ----------- | --------------- | ---------- |
| 1948-1949 | RC Marseille | Championnat de France | Vainqueur   | Coupe de France | Vainqueur  |
| 1949-1950 | RC Marseille | Championnat de France | Finaliste   | Coupe de France | 1/2 finale |
| 1950-1951 | RC Marseille | Championnat de France | 1/2 finale  | Coupe de France | 1/4 finale |
| 1951-1952 | RC Marseille | Championnat de France | Finaliste   | Coupe de France | 1/8 finale |
| 1952-1953 | RC Marseille | Championnat de France | 1/2 finale  | Coupe de France | 1/8 finale |
| 1953-1954 | RC Marseille | Championnat de France | Finaliste   | Coupe de France | 1/2 finale |
| 1954-1955 | RC Marseille | Championnat de France | 5e          | Coupe de France | Finaliste  |